# Maxim Schunk

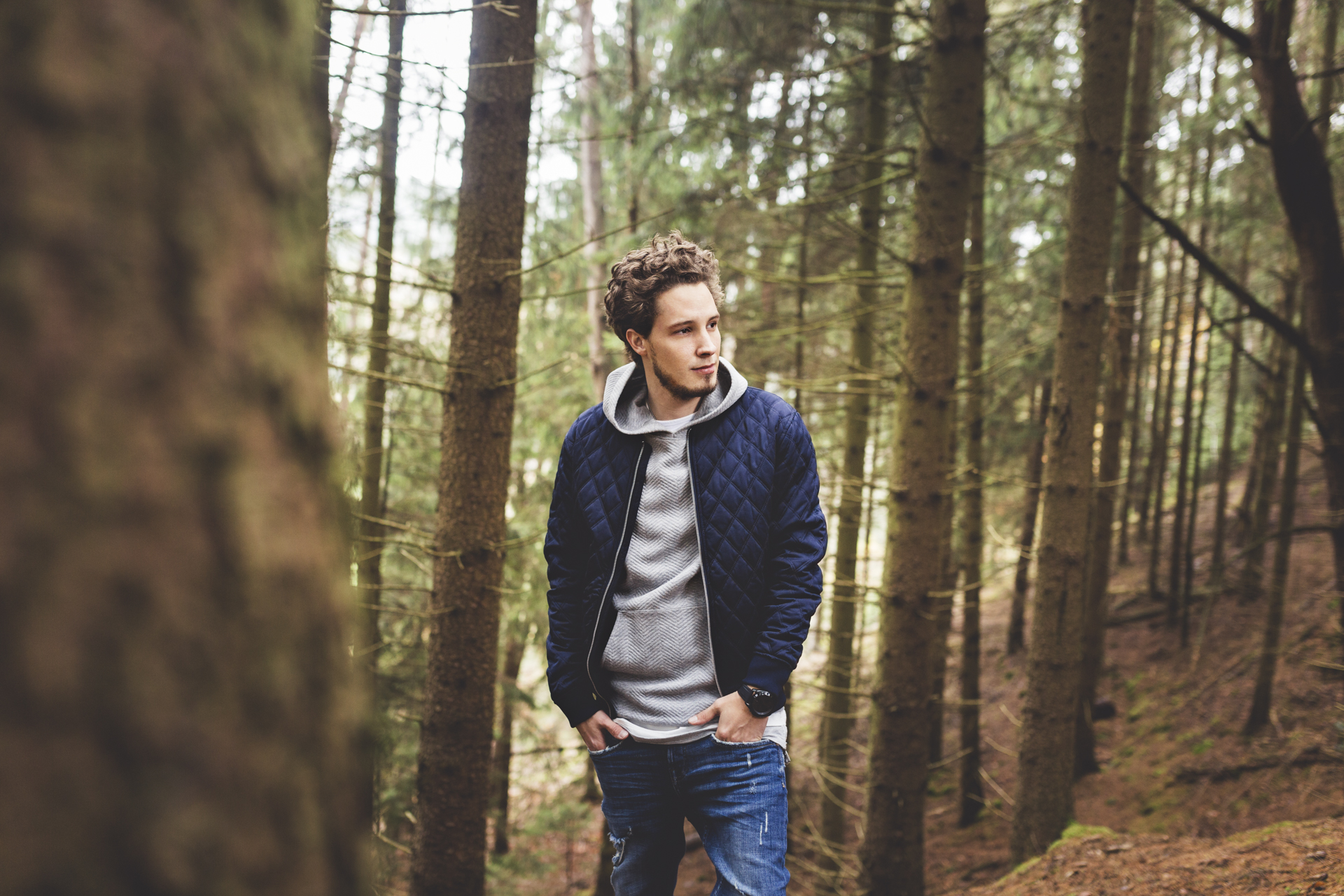
Maxim Schunk

Maxim Schunk (bürgerlich Maximilian Schunk; * 2. Mai 1989 in Ratingen) ist ein deutscher Elektronik-DJ, der seinen Schwerpunkt auf die Genres Electro, Deep House und Progressive House setzt. International bekannt wurde Schunk 2015 mit der Single Shine und den DeepHouseBrothers. Schunk arbeitet unter anderem mit den DJs Avicii, Don Diablo, Tiesto, Blasterjaxx, Sam Feldt, Tritonal, und Fedde Le Grand zusammen.

## Leben
Schunk erhielt ab dem sechsten Lebensjahr Klavierunterricht und besuchte 2010 eine Musikschule in Wuppertal.
Seit seinem 14. Lebensjahren produziert Schunk digitale Musik. 2012 gewann Schunk mit dem Hamburger Sänger und Songwriter Tihamer Jenei die YouTube-Auszeichnung „meistgespieltes Video“ mit dem Song Make You Fly. 2013 produzierte er mit dem Rapper TomE (Tom J Corea) den Song  Feel it in my heart  vs. TonyT.
Ende 2014 gründeten Maximilian Schunk und Marcel Müller das DeepHouseBrothers-Projekt. Sie produzieren Electro-House, Big-Room und Deep House. Im Dezember 2015 veröffentlichte das Duo unter dem Namen Jaxx den Song Twerk, der unter den MTV-Top 10 Video Charts landete. Die folgenden EP XuXu erreichte die iTunes-Besteller Charts. Mit dem Song Shine (feat. MIC Deal) erzielte das Duo Anfang März 2016 in den Viralen Spotify-Charts Platz 47.
Schunk arbeitet seit Mitte 2015 mit Universal Music Publishing Germany zusammen und produziert weltweit Hintergrundmusik für Funk & Fernsehen.
Maxim Schunk veröffentlicht wöchentlich neue Songs exklusiv über das Streaming-Portal Spotify und erreicht wöchentlich mehr als 500.000 Plays. Im November 2016 erfolgten die ersten Veröffentlichungen über den ROBA Music Verlag aus Hamburg.

## Diskografie

### EPs und Alben
- 2016: XuXu EP

### Singles
- 2015: Can't Stop
- 2015: Waste
- 2015: Shine
- 2015: Twerk
- 2015: Heart Beat (feat. Julia Kautz)
- 2016: Uuh
- 2016: Midnight
- 2016: Vogelfrei (feat Ryan Finnich)
- 2016: Place to be (feat Jonah Sithole)
- 2016: Time (feat Jonah Sithole)
- 2016: Hey (feat Jonah Sithole)
- 2016: Through the fire
- 2017: Slow Motion (feat. Phil Coenen)
- 2017: La Candela
- 2017: Shiva
- 2017: Bomba
- 2018: My Name (feat Raven & Kreyn, BISHØP / Enhanced Music)
- 2018: Light Up / Embassy Of Music
- 2018: Give It All / Enhanced Music
- 2020: Carry On
- 2020: Think About The Days
- 2020: Ethnic Spirit
- 2021: Coming Back
- 2021: Lost In You (with Harris & Ford)
- 2021: Sing It Back (with Going Deeper & KOYSINA)
- 2021: Perfect Match (with Harris & Ford and NOISETIME)
- 2021: Checkmate (with Harris & Ford)
- 2021: OMG (with LUNAX)
- 2021: All Of Me (with Instant Cult & Mingue)
- 2022: Cold Walls (with No ExpressioN & Osman Altun)
- 2022: Wake Me Up (with Sherwee & JUSTN X)
- 2022: Love Yourself (with Britt & Level 8)
- 2022: Falling For You (with Jaxomy & Victor Perry)
- 2022: Lay All Your Love On Me (with Badjack & Loafers)
- 2022: Ok (with EFER & Rasster)
- 2022: I'm So Done (with GESES)
- 2022: Tell U No (with HENNZ & ZEXTONE)
- 2022: Fast Car (with LEØN & JUSTN X)
- 2022: Ocean (with KOYSINA)
- 2022: Predictable (with Level 8)
- 2022: No No (with Carlprit & Instant Cult)

### Produktionen
- 2012: Make You Fly (feat Tihamer Jenei)
- 2013: Feel it in my heart (feat TonyT)
- 2014: Groove Phenomenon & Karim – Billy Lilly (The Rythm Remix / Tiger Records)
- 2015: Baby Brown – Oriental Poison 2 (#4 MTV Charts)[4]
- 2015: Baby Brown feat. Nyanda – Pull Up
- 2016: Ozan Doğulu feat. Baby Brown & Ece Seçkin – Wet
- 2016: Ohrwurm Circus – Aus meinem Kopf (The Rythm Remix)
- 2016: Like No Other / Universal Music Publishing Germany (Jaxx Remix)[5]
- 2016: Don't Wake Me Up / Universal Music Publishing Germany (Jaxx Remix)[6]

### Videos
- 2015: Shine (feat. MIC Deal)
- 2015: Waste
- 2015: Mike Candys und U-Jean – Paradise (DeepHouseBrothers Remix)
- 2015: Mr. Probz – Do It All Again (DeepHouseBrothers Remix)
- 2016: Twerk by. Jaxx (DeepHouseBrothers)
- 2016: Talk All About by. Jaxx (DeepHouseBrothers)
- 2017: Dreams
- 2018: Light Up
- 2021: Lost In You (with Harris & Ford)
- 2021: Perfect Match (with Harris & Ford & NOISETIME)